# Gasherbrum
Le Gasherbrum désigne un groupe de sommets situés au nord-est du glacier de Baltoro et faisant partie du Baltoro Muztagh dans la chaîne du Karakoram à la frontière de la Chine et du Pakistan. Le massif comprend trois des sommets de plus de huit mille mètres du monde.
Le nom Gasherbrum vient du balti rgasha signifiant « beau » et de brum « montagne », soit la « belle montagne »,. La traduction « paroi brillante » semble erronée, venant d'une confusion avec le surnom donné à la face orientale du Gasherbrum IV en 1892 par William Martin Conway,.
Sur certaines cartographies, le Broad Peak, au nord-ouest du Gasherbrum, fait partie d'un groupe distinct comportant quatre sommets aux altitudes de : 8 047 mètres, 8 035 mètres, 8 006 mètres, et 7 538 mètres.
| Sommet         | Altitude | Coord                        |
| -------------- | -------- | ---------------------------- |
| Gasherbrum I   | 8 080 m  | 35° 43′ 15″ N, 76° 42′ 35″ E |
| Broad Peak     | 8 047 m  | 35° 48′ 35″ N, 76° 34′ 25″ E |
| Gasherbrum II  | 8 035 m  | 35° 45′ 31″ N, 76° 39′ 15″ E |
| Gasherbrum III | 7 952 m  | 35° 46′ N, 76° 39′ E         |
| Gasherbrum IV  | 7 925 m  | 35° 46′ N, 76° 37′ E         |
| Gasherbrum V   | 7 321 m  | 35° 43′ N, 76° 36′ E         |
| Gasherbrum VI  | 7 003 m  | 35° 42′ N, 76° 38′ E         |

En 1856, le colonel britannique Thomas George Montgomerie, qui faisait une étude topographique, releva un groupe de pics élevés dans la région du Karakoram. Il numérota les sommets dans l'ordre décroissant de leurs altitudes estimées : K1, K2, K3, K4, K5, K6, K7, jusqu'à K32, où la lettre K signifie « Karakoram ». Aujourd'hui, K1 est connu sous le nom de Masherbrum, K3 de Gasherbrum IV, K4 de Gasherbrum II, K5 de Gasherbrum I et K6 de pic Baltistan. En revanche, le K2, deuxième plus haut sommet au monde situé également dans le Baltoro Muztagh, a conservé cette appellation alphanumérique de même que le K7 (dans les monts Masherbrum) et une partie des suivants.